# معهد إروين هان للتصوير بالرنين المغناطيسي
معهد إروين هان للتصوير بالرنين المغناطيسي  (بالإنجليزية:The Erwin L. Hahn Institute for Magnetic Resonance Imaging) هو معهد متخصص في تطوير التصوير بالرنين المغناطيسي (MRI) للعلوم العصبية الإدراكية، والتشخيص الطبي والعلاج.

## التأسيس
أسست  جامعة دويسبورغ-إيسن (ألمانيا) وجامعة رادبود في نيميغن (هولندا) المعهد في يوليو 2005.

## الموقع
يقع المعهد على اراضي اليونسكو للتراث الثقافي العالمي في الشمال الشرقي من مدينة اسن الألمانية. والمجمع الصناعي الحالي كان منجم للفحم ومصنع لمعالجة فحم الكوك سابقاً، وهو ما يمثل الصناعة التي طغت على منطقة الرور في ألمانيا خلال القرنين 19 و 20.

## مهمة المعهد
سُمي المعهد تكريماً لأروين هان، وهو فيزيائي قدم مساهمات لا تحصى في مجال الرنين المغناطيسي. محور عمل المعهد هوالقوة 7 تسلا بالتصوير بالرنين المغناطيسي لكامل الجسم بالعمل مع سيمنز للحلول الطبية، إرلنغن في ألمانيا.
وعلى النقيض من التصوير بالرنين المغناطيسي المستخدم حالياً في المستشفيات والعيادات في جميع أنحاء العالم، والتي تعمل عادة على قوة المجال المغناطيسي 1.5 تسلا ، فإن القوة الفائقة لمجال التصوير المغناطيسي يوفر حساسية أعلى بكثير لقياسات هيكلية ووظائف الجسم البشري.